# Melanipa (amazona)
Melanipa es, en la mitología griega, una de las amazonas, hermana de Antíope, Pentesilea e Hipólita. En el noveno trabajo de Heracles, cuyo objetivo era conseguir el cinturón de Hipólita, Melanipa comanda a las amazonas que se enfrentan a él, siendo derrotadas. Heracles hace rehén a la propia Melanipa exigiendo el cinturón de su hermana Hipólita como rescate. Tras conseguirlo, Melanipa fue liberada. Otras versiones dicen que la amazona Melanipa fue la amazona que Teseo raptó y con la que se casó. Y aún otras refieren que fue la amazona muerta por Telamón.